# 米山雄太
米山 雄太（よねやま ゆうた、
1987年11月25日 - ）は、日本の俳優。山梨県出身。愛称は「米さん」、「よねパパ」。以前はミディアルタ、アミュレートに所属していた。現在の所属事務所はブロッサム・エンターテイメント。

## 人物
- 身長185.6cm、体重73kg。スリーサイズB100、W80、H95。靴のサイズ28cm。
- 趣味は水泳、ジム、ドライブ、買い物、ダンス。
- 好きな食べ物は肉、ケーキ、アイス。

## 出演

### 映画
- ローカルボーイズ!（2010年） - 菅野豪 役

### 舞台
- ファミリーミュージカル「赤毛のアン」（2005年）
- ミュージカル テニスの王子様 - 石田銀（Bキャスト） 役
  - The Treasure Match 四天宝寺 feat.氷帝 （2009年2月 - 2009年3月）
  - Dream Live 6th（2009年5月）
  - The Final Match 立海first feat.四天宝寺（2009年7月 - 10月）
  - Dream Live 7th（2010年5月）
- ニコニコミュージカル第4弾 舞台劇「ココロ」（2011年4月29日 - 5月8日、THEATRE1010）
- PUPA CINEMATIC STAGE4「アカトミドリノトキ」（脚本：濱田真和/演出：加藤真紀子、2013年） - トム 役
- le couel #2「ell so mellow」（演出：坂享宣、2013年） - ステッキ 役
- 「眠れぬ町の王子様〜dreams like bubbles of champagne〜」（脚本・演出:加藤真紀子、2013年） - 鷹爪颯真 役
- A'componyプロデュース公演第八弾「GET OUT!STREET!!〜トゥー・ウェイ・ストリート〜」（脚本・演出:村山歩、2013年） - ルークエドワーズ 役
- PUPA CINEMATIC STAGE 5「56W.X〜ぼくのサンタクロース〜」（脚本・演出:加藤真紀子、2014年、Taccs1179） - 米倉一之助 役
- 「潜入秘密探偵」（2014年、ザムザ阿佐ヶ谷） - 主演・海老名広人 役
- YRJ「ある女の、ある物語。」（演出:清水貴史（X-Quest）、2014年、サンモールスタジオ） - 主演・中村泰三 役
- 「息吹の瞬間〜愛のうた〜」（脚本・演出:甲斐智陽、2014年、ザムザ阿佐ヶ谷） - 主演・与那嶺弘 役
- 「明日の天使たちへ」（演出：相馬あこ/脚本：濱本七恵、2014年、テアトルBONBON） - 勝山秀雄 役
- 「プライム輪舞曲〜素数と宝剣（つるぎ）と金庫の謎〜」（脚本・演出:桜木さやか/原案:佐山泰三） - 森修三 役
- A'componyプロデュース公演第九弾 舞台「ENCODE〜Lost Super Hero〜」（脚本・演出:村山歩、2014年） - 白国朝陽 役
- Dance×Act Live Vol.2「RAIN」（脚本・演出：吉谷光太郎、2014年） - 砂原 役
- 「カーズドファミリー月島家の人々」（演出：是枝正彦、2014年） - 秋田健 役
- 「WILD HALF〜奇跡の確率〜」（演出・脚本：鈴木茉美/原作：浅美裕子、2014年） - 烏丸カオル 役

### TVCM
- コカ・コーラ（2014年）
- サーティワンアイスクリーム（2014年）
- スズキ スペーシア（2014年）
- ガンホー パズドラ（2014年）
- アイシティ 「全力坂」編（2014年）

### ドラマ
- リーガル・ハイ スペシャル（2014年、フジテレビ）